# 越谷ツインシティ
越谷ツインシティ（こしがやツインシティ）は、越谷駅東口第一種市街地再開発事業により建設された、埼玉県越谷市弥生町に所在する再開発ビル群である。Aシティ（1街区）とBシティ（2街区）の2つの建物により構成される。

## 概要
本地区は、東京都心から北へ25kmにあり、埼玉県の東南部に位置する東武伊勢崎線の越谷駅東口の駅前にある。当該地区は老朽化した店舗や住宅が混在し、未利用地も少なくない状況であった。そのため、越谷駅東口第一種市街地再開発事業による整備が越谷駅東口市街地再開発組合により行われた。
2棟は、越谷市役所側（南側）をAシティ、越ヶ谷小学校側（北側）をBシティと称している。Aシティは高さ105.95m、29階建ての超高層建築物であり、越谷市内では最も高い建築物となっている。商業施設はAシティ、Bシティ双方の建物にある。
Aシティの東側は住宅棟となっており、超高層マンションであるグローリオ越谷 ステーションタワーが併設されている。総戸数は397戸であり、居住者専用の機械式立体駐車場（エレベータ方式）と駐輪場が設けられている。西側の商業棟はスーパーマーケットや飲食店、専門店の他、医療機関などの生活利便施設が併せて整備された。地下1階には駐輪場が設けられており、1375台が駐輪可能である。
Bシティの東側は越谷駅東口駐車場が併設されており、409台が駐車可能である。電気自動車用の急速充電器も1台設置されている。西側の商業棟のうち4階と5階は公共施設となっており、越谷市市民活動支援センターと越谷市パスポートセンターが入居する。
越谷駅東口からAシティの間は屋根付きの回廊が建設されている。またAシティとBシティは道路を挟んで立地しているが、2階の空中歩廊で連絡しており、回遊性を高めている。

## 再開発概要
- 名称：越谷駅東口第一種市街地再開発事業
- 施行者：越谷駅東口市街地再開発組合
- 所在地：埼玉県越谷市弥生町16-1,16-3,17-1,17-2,17-3
- 地区面積：約26,000m2
- 整備内容：
  - 公共施設：
    - 越谷駅東口駅前交通広場（約7,000m2）
    - 幹線街路 - 3.4.18越谷駅前線、3.3.41越谷市役所通り線、3.5.48弥生町中町線
    - 区画街路 - 県道161号越谷川口線、市道幹70002号線

  - 施設建築物：次項のとおり

## 建物概要
- 1街区（Aシティ）
  - 敷地面積 約7,400m2
  - 建築面積 約5,500m2
  - 延べ面積 約51,300m2
  - 鉄筋コンクリート(RC)・鉄骨(S)造、地下1階・地上29階・塔屋2階建て（建築物高さ99.80m、工作物高さ105.95m）
  - 主要用途：商業、住宅（戸数：397戸）
  - エレベーター：6台
    - マンション用：3台（分速180m）
    - 商業棟用：2台
    - 居住者専用駐輪場用：1台

  - エスカレーター：8台

- 2街区（Bシティ）
  - 敷地面積 約5,500m2
  - 建築面積 約4,200m2
  - 延べ面積 約19,200m2
  - B-1棟
    - 鉄骨(S)造、地下1階・地上5階建て
    - 主要用途：商業
    - エレベーター：2台
    - エスカレーター：2台

  - B-2棟
    - 鉄骨(S)造、地上5階建て
    - 主要用途：駐車場
    - エレベーター：2台

## 歴史
1997年に都市計画決定をした段階では、キーテナントとして丸広百貨店が出店する予定であり、商業棟を中心とした再開発計画であった。しかし、バブル崩壊以降の景気悪化等により丸広百貨店が撤退したことで、計画は一度白紙に戻された。
その後の紆余曲折を経て、2006年の都市計画変更では商業棟面積の縮小と住宅棟の新設が計画された。事業の実施にあたっては、施設建築物の建設と保留床の処分を同一業者によって行う特定業務代行方式が採用された。2007年に再開発組合設立認可、2009年に権利変換計画の認可を得たが、リーマン・ショック以降の世界的規模の金融危機により景気が急速に悪化し、特定業務代行方式での事業推進が困難な状況に陥った。
再開発組合は再度事業計画の見直しを行い、施設建築物の工事発注を一般競争入札で行うことにした。その結果、請負業者が佐藤工業と梓設計に決定し、2010年3月から本格的な建設工事に着手した。そして、2012年9月15日に商業棟がグランドオープン、住宅棟も同年9月28日から入居を開始した。2013年3月に再開発組合が解散したことにより、再開発推進協議会を設立してから20年以上の時を経て、すべての事業が完了した。総事業費は256億円であり、国や県、市が約90億円を助成した。
- 1990年（平成2年）2月 - 越谷駅東口再開発推進協議会設立。
- 1991年（平成3年）5月28日 - 越谷駅東口地区市街地再開発準備組合設立。
- 1997年（平成9年）11月11日 - 都市計画決定。
- 2006年（平成18年）3月24日 - 施設計画変更に伴い都市計画変更。
- 2007年（平成19年）
  - 8月 - セコムホームライフと参加組合員協定を締結。
  - 10月16日 - 越谷駅東口市街地再開発組合設立が埼玉県知事により認可。
  - 11月2日 - 越谷駅東口市街地再開発組合設立総会開催。
- 2008年（平成20年）12月 - 定款及び事業計画の変更認可。
- 2009年（平成21年）
  - 2月 - 権利変換計画認可。
  - 8月27日 - 起工式挙行。
- 2010年（平成22年）3月 - 施設建築物工事着工。
- 2011年（平成23年）9月 - 施設建築物名称を越谷ツインシティに決定。
- 2012年（平成24年）
  - 3月 - Bシティの施設建築物工事が竣工。
  - 6月1日 - 越谷駅東口駐車場供用開始。
  - 8月24日 - Aシティの施設建築物工事が竣工。
  - 9月15日 - 越谷駅東口第一種市街地再開発事業竣工式開催。越谷ツインシティグランドオープン。
  - 9月28日 - グローリオ越谷 ステーションタワー入居開始。
- 2013年（平成25年）
  - 3月 - 越谷駅東口市街地再開発組合解散。
  - 11月 - グローリオ越谷 ステーションタワー完売。

## 施設

### Aシティ
- 商業施設
- 医療機関
- マンション「グローリオ越谷 ステーションタワー」
  - 機械式駐車場（居住者専用）
- 駐輪場

### Bシティ
- 商業施設
- 業務施設
- 公共施設
  - 越谷市パスポートセンター（4階）
  - 越谷市市民活動支援センター
    - 中央図書室（4階）
    - 市民活動支援センター（5階）
    - 観光・物産情報コーナー（5階）
- 越谷駅東口駐車場（自走式駐車場）

## 主なテナント・オフィス

### Aシティ
- フードスクエアカスミ越谷ツインシティ店（1階）
- Seria越谷ツインシティ店（2階）
- ファッションセンターしまむら越谷ツインシティ店（3階）
- メディパーク越谷（3階）
- 獨協医科大学埼玉医療センター附属越谷クリニック（4階）

### Bシティ
- 東進衛星予備校越谷駅東口校（地下1階）
- 第一生命保険株式会社埼玉東部支社・越谷オフィス（1階）
- 野村證券株式会社越谷支店（2階）
- 日本年金機構越谷年金事務所（3階）